# Palmira Cristina Marçal
Palmira Cristina Marçal -conocida como Palmira- (Reserva, 20 de mayo de 1984) es una jugadora brasileña de baloncesto que ocupa la posición de pívot.
Fue parte de la Selección femenina de baloncesto de Brasil con la que alcanzó la medalla de plata en los Juegos Panamericanos de 2007 en Río de Janeiro y la medalla de bronce en los Juegos Panamericanos de 2011 en Guadalajara, México; además, ganó la medalla de oro en el Campeonato Sudamericano de Baloncesto que se realizó en Paraguay el año 2006 y en Chile el 2010 respectivamente, y participó en el Campeonato Mundial de Baloncesto de República Checa en 2010.

## Estadísticas en competencias FIBA
| Año            | Competencia                                    | PPJ  | RPJ | APJ |
| -------------- | ---------------------------------------------- | ---- | --- | --- |
| 2011           | Campeonato femenino FIBA Américas              | 7,7  | 2,2 | 1   |
| 2010           | Campeonato Mundial de Baloncesto femenino      | 2,8  | 1   | 0   |
| 2010           | Campeonato Sudamericano Femenino de Baloncesto | 11,2 | 2,6 | 1,6 |
| 2009           | Campeonato femenino FIBA Américas              | 3,7  | 1,3 | 0,3 |
| 2006           | Campeonato Sudamericano de baloncesto femenino | 6,6  | 2,2 | 1,8 |
| Promedio total | Promedio total                                 | 6,4  | 1,9 | 0,9 |
| Fuente: FIBA.  |                                                |      |     |     |